# مجلس حكماء تونس
مجلس حكماء تونس هو مجلس استشاري اُسس بمبادرة من رئيس الحكومة التونسية حمادي الجبالي في 12 فبراير 2013 ويضم 16 عضوا من الشخصيات الوطنية الحزبية وغير الحزبية.

## الأعضاء
- مصطفى الفيلالي
- عبد الجليل التميمي
- عياض بن عاشور
- فتحي التوزري
- أحميدة النيفر
- صلاح الدين الجورشي
- قيس سعيد
- حمودة بن سلامة
- بن عيسى الدمني
- منصور معلى
- عبد الفتاح مورو
- هشام جعيط
- أبو يعرب المرزوقي